# Beguinatge de Bruges
El beguinatge de Bruges és una comunitat de beguines fundada el 1245 per Margarida de Constantinoble, comtessa de Flandes, a Bruges (Flandes). Ha acollit beguines fins al 1928, però actualment són germanes benedictines les que viuen a la comunitat. Els beguinatges flamencs estan inscrits en la llista del Patrimoni de la Humanitat de la UNESCO des del 1998.
Les petites cases nòrdiques i blanques envolten un jardí amb arbres. Les cases, amb el seu jardinet, tenen entre un i cinc segles. Era un veritable poble a la ciutat, amb la seva església. La comunitat de beguines es tancava quan queia la nit. Les dones hi vivien en comunitat sense pronunciar tanmateix els estrictes vots monàstics. Eren, així, lliures de tornar a la seva vida anterior.
Les beguines sabien llegir i escriure, i les seves pràctiques no eren apreciades per les autoritats eclesials. Des de la fi del segle xiii, les beguines es convertiren en sospitoses i la seva relació directa amb Déu qüestionava la utilitat del clergat i dels sagraments.